# Império da Uva
O Grêmio Recreativo Escola de Samba Império da Uva é uma escola de samba de Nova Iguaçu, que participa dos desfiles do carnaval da cidade do Rio de Janeiro. Está situada na Rua Luci, nº 54, no Bairro Carmary. Seu santo padroeiro é São Jorge.
Em 2013, a escola, que mantém sua quadra em Carmary, comprou também um terreno na Avenida Roberto Silveira, bairro Moquetá, que será utilizado como centro cultural e social.
O local aonde está a quadra da escola fica aonde era o clube de futebol amador Botafoguinho de Carmari, que era mantido por um dos fundadores da agremiação, o sr. Vicente de Paula, conhecido como Natinho.

## História
No ano de 1980, um grupo de pessoas reunidas em um bar, na Rua Luci, em Carmary, resolveu criar um bloco de sujo chamado Bloco da Uva. A palavra "uva" seria um acrônimo de "União dos Vagabundos Aposentados". Em novembro do mesmo ano foi fundado oficialmente o bloco de enredo, com o nome de Império da Uva, numa homenagem ao Império Serrano, escola da qual Seu Natinho era simpatizante.
Em 2007, foi a vice-campeã do Grupo A, equivalente à primeira divisão da cidade. Em 2008, foi a campeã. No ano de 2009, obteve novamente o vice-campeonato, sendo campeã outra vez no ano seguinte, com o  enredo África: doces e costumes que influenciam o Brasil. No carnaval seguinte, trouxe o enredo No Despertar dos Astros, o que Será o amanhã?. Em 2013, a escola desfilou sem competir, com uma homenagem a cidade de Arraial do Cabo, com o enredo: "Arraial do Cabo - O Paraíso é Aqui".
Em 2014,  com o enredo em homenagem ao município de Paraíba do Sul, terminando como vice-campeã.
Em 2015, não desfilou em Nova Iguaçu devido ao cancelamento do Carnaval da cidade. No sábado das Campeãs, finalmente estreou no Carnaval carioca, sagrando-se campeã do Grupo E.

## Segmentos

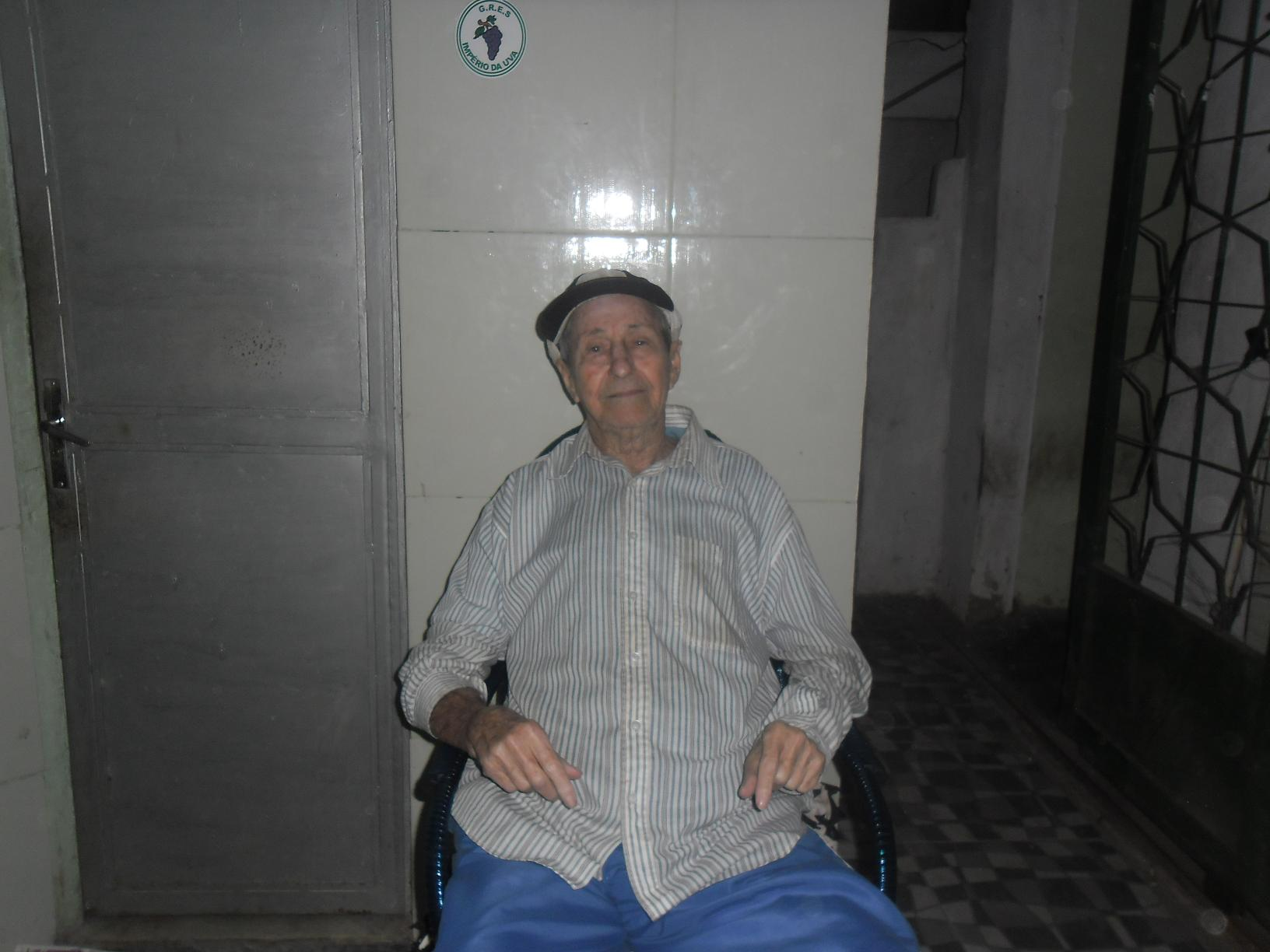
Vicente de Paula, o Natinho, Presidente In Memoriam.

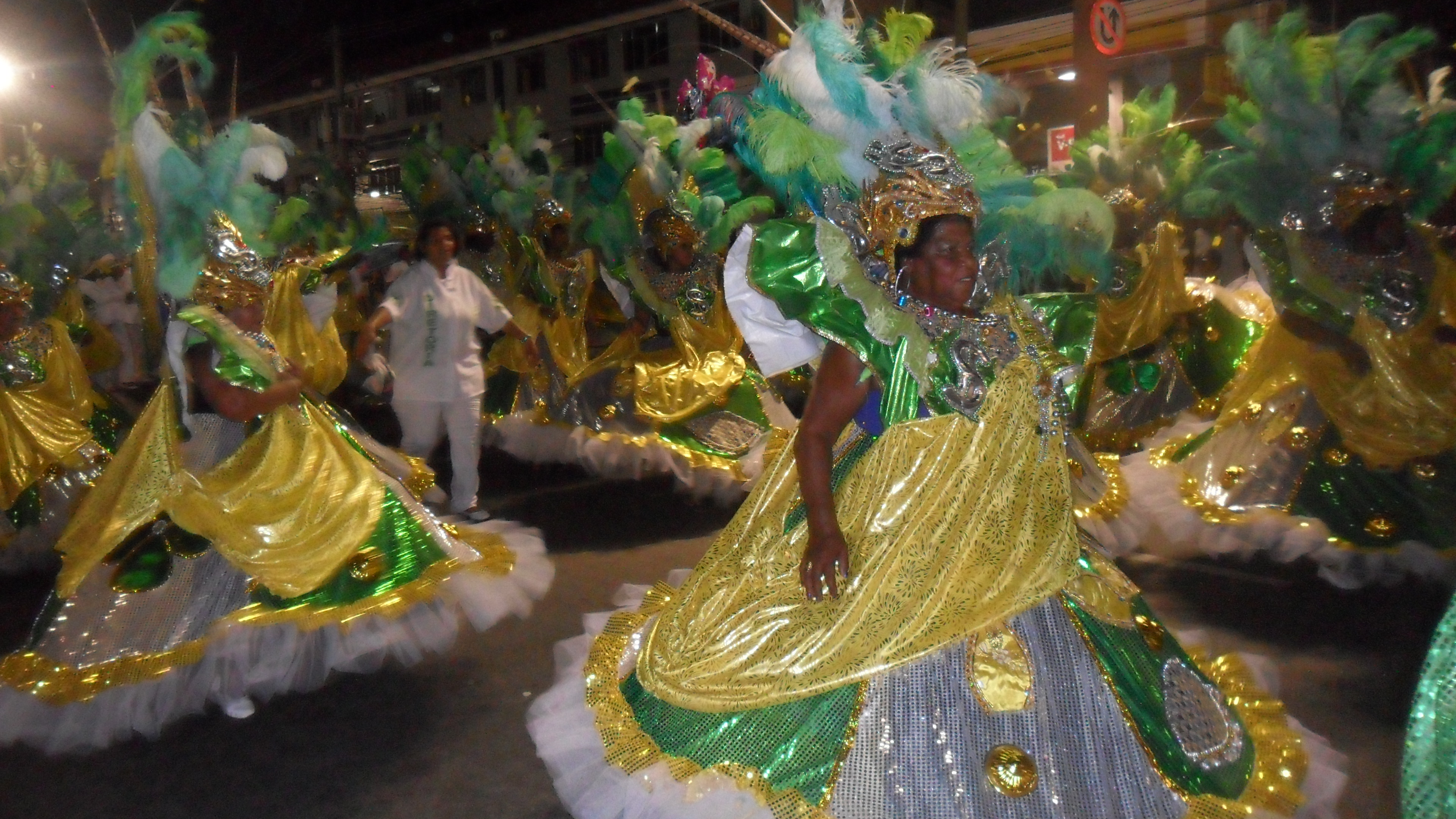
Baianas da Império da Uva 2015.

### Presidentes
| Nome                           | Período    | Ref   |
| ------------------------------ | ---------- | ----- |
| Vicente de Paula "Seu Natinho" | 1980-2011  | [ 7 ] |
| Hernalton Portuga              | 2012-2022  | [ 7 ] |
| Hugo Magalhães                 | 2022-atual | [ 7 ] |

### Vice-Presidentes
| Nome            | Período    | Ref |
| --------------- | ---------- | --- |
| Cátia Rodrigues | 2012-atual |     |

### Presidentes de Honra
| Nome                                         | Período    | Ref   |
| -------------------------------------------- | ---------- | ----- |
| Vicente de Paula "Seu Natinho" (in memoriam) | 2011-2022  | [ 7 ] |
| Hernalton Portuga                            | 2022-atual | [ 7 ] |

### Presidente In Memoriam
| Nome                           | Período | Ref   |
| ------------------------------ | ------- | ----- |
| Vicente de Paula "Seu Natinho" | 2012    | [ 7 ] |

### Presidente da Velha Guarda
| Nome          | Período | Ref   |
| ------------- | ------- | ----- |
| Pedro Deodoro | 2020    | [ 7 ] |

### Diretores
| Ano       | Diretor de Carnaval                                   | Diretor de Harmonia | Mestre de Bateria | Ref   |
| --------- | ----------------------------------------------------- | ------------------- | ----------------- | ----- |
| 2014-2015 | Claudinho Batera                                      | Mário               | Tinho             | [ 7 ] |
| 2017-2018 | Cássio Adriano                                        | Wilson Nicola       | Dó                |       |
| 2019      | Sérgio Jacintho "Serginho Harmonia"                   | Carlos Máximo       | Dó                |       |
| 2020      | Alex Diniz, Carlos Máximo, Marquinho e Maurício Leite | Carlos Máximo       | Dó                |       |
| 2022      | Marquinho                                             | Carlos Máximo       | Ronaldo Junior    |       |
| 2023      | Marquinho                                             | Carlos Máximo       | Dó                |       |

### Comissão de Carnaval
| Ano        | Comissão de Carnaval | Ref |
| ---------- | -------------------- | --- |
| 2018-Atual | Alex Diniz           |     |
| 2022-Atual | Cássio Adriano       |     |

### Intérpretes

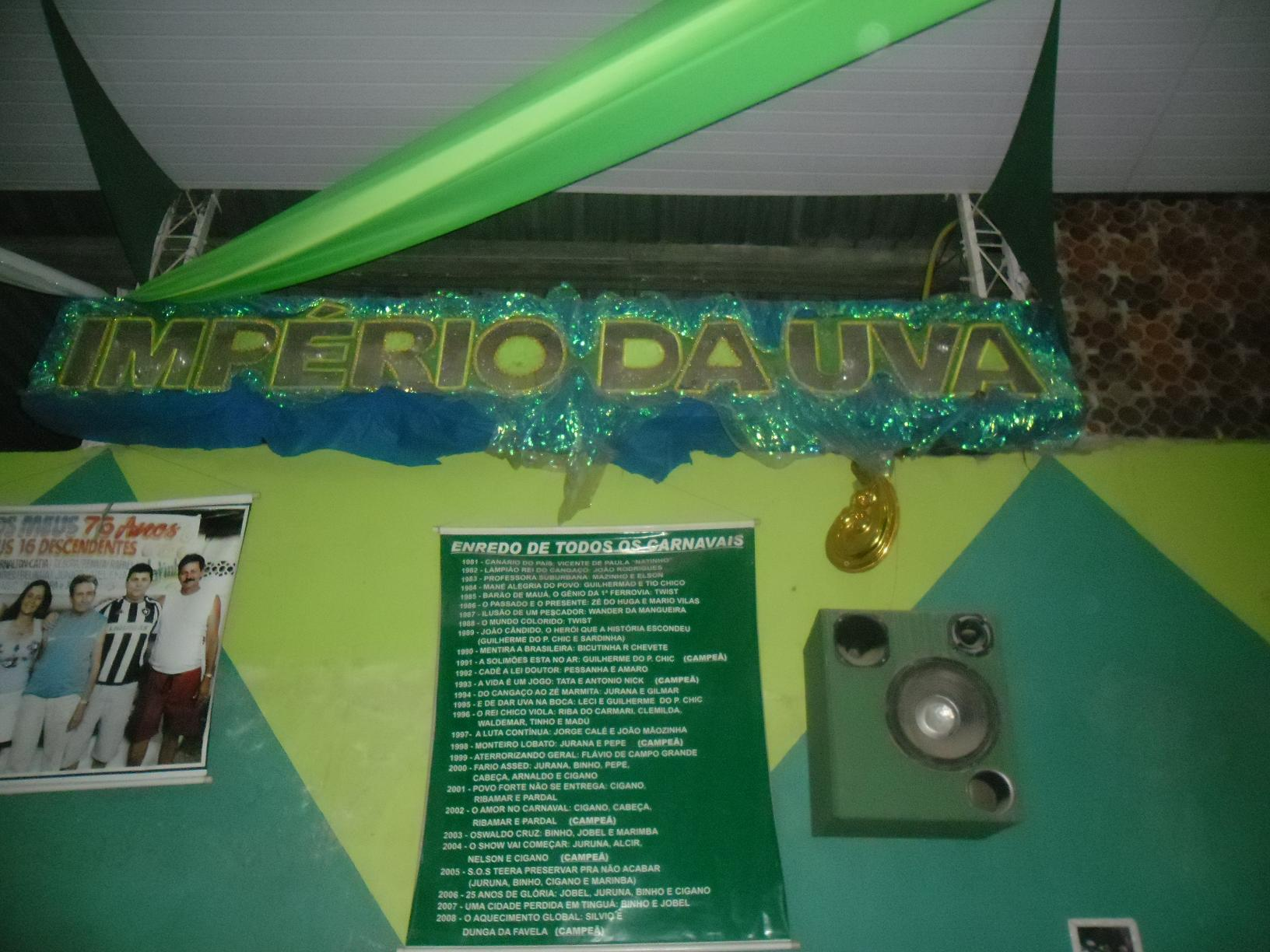
Enredos da Império da Uva entre 1981 e 2008, com os respectivos compositores dos sambas

| Período         | Intérpretes oficiais          | Ref.  |
| --------------- | ----------------------------- | ----- |
| 1990-2016       | Antônio Nick                  | [ 8 ] |
| 2017            | Antônio Nick e Taroba         | [ 9 ] |
| 2018            | Charles Silva                 |       |
| 2019-2020       | Rogério Santos                | [ 2 ] |
| 2022            | Lidi de Souza                 |       |
| 2023            | Aldo Ribeiro                  |       |
| 2024-atualmente | Aldo Ribeiro e Leozinho Nunes |       |
| 2025            | Charles Silva                 |       |
| 2026-atualmente | Nêgo                          |       |

### Coreógrafos
| Ano       | Nome                | Ref   |
| --------- | ------------------- | ----- |
| 2014-2018 | Vinny Ramos         | [ 7 ] |
| 2019-2022 | Maciel Dias         |       |
| 2023      | Karla Flor e Junior |       |

### Diretor de Passistas
| Ano        | Nome        | Ref |
| ---------- | ----------- | --- |
| 2021-2022  | Tina Bombom |     |
| 2023-atual | Ana Frentt  |     |

### Mestre-sala e Porta-bandeira
| Ano       | Nome                                      | Ref    |
| --------- | ----------------------------------------- | ------ |
| 2009-2011 | Paulinho Sorriso e Branca                 |        |
| 2012-2013 | Paulinho Sorriso e Lucimar                |        |
| 2014      | Chiquinho e Raquel Paiva                  | [ 7 ]  |
| 2015-2017 | Jefinho e Edna Ramos                      | [ 10 ] |
| 2018      | Jefinho e Thayanne Loureiro               |        |
| 2019-2020 | Cristiano Foguinho e Edna Ramos "Fofinha" | [ 2 ]  |
| 2022      | Roberto Vinicius e Osanna Baptista        |        |
| 2023      | Roberto Vinicius e Klenia Freitas         |        |

### Corte de Bateria
| Período    | Rainha de Bateria  | Ref   |
| ---------- | ------------------ | ----- |
| 2010-2014  | Mariangela Miranda | [ 7 ] |
| 2015       | Raquel Dolek       |       |
| 2016-2018  | Verônica Lima      |       |
| 2019-Atual | Gisele Araújo      | [ 2 ] |

| Período | Madrinha de Bateria | Ref   |
| ------- | ------------------- | ----- |
| 2023    | Rose Nascimento     | [ 7 ] |

## Carnavais
| Ano | Colocação | Divisão | Enredo | Carnavalesco | Ref.                                  |
| --- | --- | --- | --- | --- | ------------------------------------- |
| 1981 | Campeã | Belford Roxo | "Cenário do país" | | [ 11 ]                                |
| 1982 | | Mesquita | "Lampião, Rei do Cangaço" | | [ 11 ]                                |
| 1983 | Campeã | Mesquita | "Professora suburbana" | | [ 11 ]                                |
| 1984 | Campeã | Blocos-ABESNI | "Mané alegria do povo" | | [ 11 ]                                |
| 1985 | | 2-ABESNI | "Barão de Mauá - O gênio da 1ª ferrovia" | | [ 11 ]                                |
| 1986 | 3.º Lugar | 2-ABESNI | "O passado e o presente de Nova Iguaçu" | | [ 11 ]                                |
| 1987 | | 2-ABESNI | "Ilusão de um pescador" | | [ 11 ]                                |
| 1988 | 3.º Lugar | 2-ABESNI | "O mundo colorido" | | [ 11 ]                                |
| 1989 | | 2-ABESNI | "João Cândido - O herói que a história escondeu" | | [ 11 ]                                |
| 1990 | | 2-ABESNI | "Mentira a brasileira" | | [ 11 ]                                |
| 1991 | Campeã | 1-ABESNI | "A Solimões está no ar" | | [ 11 ]                                |
| 1992 | Campeã | 1-ABESNI | "Cadê a lei Doutor" | | [ 11 ]                                |
| 1993 | Campeã | 1-ABESNI | "A vida é um jogo" | | [ 11 ]                                |
| 1994 | | 1-ABESNI | "Do cangaço ao Zé Marmita" | | [ 11 ]                                |
| 1995 | 3.º Lugar | ÚNICO | "É de dar Uva na boca" | | [ 12 ]                                |
| 1996 | | 1-ABESNI | "O rei Chico Viola" | | [ 11 ] [ 12 ]                         |
| 1997 | | 1–ABESNI | "A luta continua" | | [ 11 ] [ 12 ]                         |
| 1998 | Campeã | 1–ABESNI | "Monteiro Lobato" | Gley Pélias e Ana Paula Iglesias                                                                                      | [ 11 ] [ 12 ]                         |
| 1999 | | 1–ABESNI | "Aterrozando geral" | | [ 11 ] [ 12 ]                         |
| 2000 | | 1–ABESNI | "Farid Assed - O Rei dos reis" | Clébio de freitas | [ 11 ] [ 12 ]                         |
| 2001 | | 1–ABESNI | "Povo forte não se entrega" | | [ 11 ] [ 12 ]                         |
| 2002 | Vice-campeã | 1–ABESNI | "O amor no carnaval" | Sidney | [ 11 ] [ 12 ]                         |
| 2003 | | 1–ABESNI | "Oswaldo Cruz" | | [ 11 ] [ 12 ]                         |
| 2004 | Campeã | 1–ABESNI | "O show vai começar" | Quinho | [ 11 ] [ 12 ]                         |
| 2005 | 3.º Lugar | 1–ABESNI | "SOS Terra preservar para não acabar" | | [ 11 ] [ 12 ]                         |
| 2006 | 4.º Lugar | 1–ABESNI | "25 anos de Glória" | Clébio de Freitas | [ 11 ] [ 12 ]                         |
| 2007 | Vice-campeã | 1–ABESNI | "A cidade perdida de Tinguá" | Clébio de Freitas | [ 11 ] [ 12 ]                         |
| 2008 | Campeã | 1–ABESNI | "No mundo terrestre, o Império é show de bola" | Clébio de Freitas | [ 11 ] [ 12 ]                         |
| 2009 | Vice-campeã | 1–ABESNI | "Do morro da Mangueira a Cidade do Samba - Célia Domingues a dama dos projetos sociais" | Clébio de Freitas | [ 13 ] [ 11 ]                         |
| 2010 | Campeã | 1–ABESNI | "África: doces e costumes que influenciam o Brasil" | Clébio de Freitas | [ 14 ] [ 11 ]                         |
| 2011 | Vice-campeã | ÚNICO | "No despertar dos astros o que será o amanhã?" (Samba-enredo composto por Cícero Poeta, Silvio Romai, Paulinho Chapa, Marquinhos Beija-Flor, Riquinho, e Zezé Soares) | Sandro Muchacho | [ 11 ]                                |
| 2012 | 4.º Lugar | Lebesni | "De quatro em quatro, eu conto e faço história" | Sandro Muchacho | [ 11 ]                                |
| 2013 | Não houve competição                                                                                                  | Não houve competição                                                                                                  | "Arraial do Cabo - O paraíso é aqui!" (Samba-enredo composto por Careca, Gabriel Coelho e Drummond) | Silvio César Ribeiro                                                                                                  | [ 11 ]                                |
| 2014 | Vice-campeã | ÚNICO | "Paraíba do Sul - A rainha das águas minerais" | Silvio César Ribeiro                                                                                                  | [ 15 ] [ 5 ] [ 6 ] [ 11 ] [ 5 ] [ 6 ] |
| 2015 | Hors concours | Nova Iguaçu | "Sou trabalhador, sou guerreiro, minha alma é feita de sonhos" | Silvio César Ribeiro                                                                                                  | [ 16 ]                                |
| 2015 | Campeã | Série E (sexta divisão)                                                                                               | "Sou trabalhador, sou guerreiro, minha alma é feita de sonhos" | Silvio César Ribeiro                                                                                                  | [ 16 ]                                |
| 2016 | 3.º Lugar | Série D (quarta divisão)                                                                                              | "Nova Iguaçu, porque te amo!" | Miro Freitas | [ 17 ]                                |
| 2017 | Campeã | Série D (quinta divisão)                                                                                              | "Brasil africano: o canto dos silenciados" | Miro Freitas |                                       |
| 2018 | 4.º Lugar | Série C (quarta divisão)                                                                                              | Nos trilhos da História: Queimados na estação do futuro | Miro Freitas | [ 18 ]                                |
| 2019 | Campeã | Série C (quarta divisão)                                                                                              | Rainha Nzinga - Símbolo de Resistência Africana | Marco Antônio Falleiros e Silvio César Ribeiro                                                                        | [ 19 ]                                |
| 2020 | 4.º lugar | Especial da Intendente (terceira divisão)                                                                             | Darcy Ribeiro - O Homem muito além do seu tempo! Compositores:Nurynho Almawi, Juruna Zona Sul, Mauro Naval, Didi, João Fernandes, Marcelinho Santos, Alessandro Tiganá, Américo, Carlinho de Lima, José Soares, André Junior, Marcelo Machado, Pulinho, Carlinhos da Xerox, Ali Jabr, Allan Negão, Robinho Bacalha e Josué do Armazém | Silvio César Ribeiro                                                                                                  | [ 20 ] [ 2 ]                          |
| Inicialmente adiados para o mês de julho, os desfiles do Carnaval 2021 foram cancelados devido a pandemia de Covid-19 | Inicialmente adiados para o mês de julho, os desfiles do Carnaval 2021 foram cancelados devido a pandemia de Covid-19 | Inicialmente adiados para o mês de julho, os desfiles do Carnaval 2021 foram cancelados devido a pandemia de Covid-19 | Inicialmente adiados para o mês de julho, os desfiles do Carnaval 2021 foram cancelados devido a pandemia de Covid-19 | Inicialmente adiados para o mês de julho, os desfiles do Carnaval 2021 foram cancelados devido a pandemia de Covid-19 | [ 21 ]                                |
| 2022 | 4.º lugar | Série Prata (Sexta-feira) (terceira divisão)                                                                          | Andar Com Fé Eu Vou Compositores:Denilson Sodré, Thiago Valverde, Marcelinho Santos, Didi, José Roberto Strayller, Edmar Junior, Professor Oswaldo Mendes | Amauri Santos | [ 22 ]                                |
| 2023 | 7º Lugar | Série Prata (Sábado) (terceira divisão)                                                                               | Laroyê, Rainha das Marias Compositores:Professora Tânia,Juruna Zona Sul, Charles Silva, Marli Jane, Gigi da Estiva, Luis Alves, Juaciara, Eduardo Almeida, Fernando Avanço, Liane Harmonia, Gilnomar de Oliveira, Alexandre Reis, Cacau do esporte, Durval 59, Amilton Cordeiro, Gilson da Serra, , José Soares, Jubileu, Helio Porto, Marcelinho Santos, Junior Fionda, Marquinhos Valério, Didi, Diego Nicolau, Robson Morateli, Rafael Ribeiro | Clebio de Freitas | [ 23 ]                                |
| 2024 | 13.º Lugar | Série Prata (Terça-feira) (terceira divisão)                                                                          | Dos Trilhos do Passado a um Novo Tempo: Japeri! Compositores: Mauro Naval, Ali Gringo Jarb, Gylnei Bueno, Fernando de Lima, Franck Willian, J. Matias, TM, Leozinho Nunes | Clebio de Freitas | [ 24 ]                                |
| 2025 | Vice-campeã | Série Prata (Terça-feira) (terceira divisão)                                                                          | Abayomis! A boneca preta do Brasil... Da ancestral referência à resistência atual! | Bill Oliveira e Silvio Cesar                                                                                          |                                       |
| 2026 | | Série Prata (terceira divisão)                                                                                        | Nos Caminhos da Fé, o Meu Sonho Anunciou… Salve Nossa Senhora Aparecida, a Mãe Preta do Brasil! | Bill Oliveira e Thales Monnerat                                                                                       |                                       |

## Títulos
| Divisão | Divisão                                     | Títulos | Carnavais                                |
|         | Quarta Divisão                              | 1       | 2019                                     |
|         | Quinta Divisão                              | 1       | 2017                                     |
|         | Sexta Divisão                               | 1       | 2015                                     |
|         | Primeira Divisão do Carnaval de Nova Iguaçu | 7       | 1991, 1992, 1993, 1998, 2004, 2008, 2010 |

## Premiações
Prêmios recebidos pelo GRES Império da Uva.
| Ano  | Prêmio                                                | Categoria / premiados                 | Divisão | Ref.   |
| ---- | ----------------------------------------------------- | ------------------------------------- | ------- | ------ |
| 2015 | Samba na Veia                                         | Casal de Mestre-sala e Porta bandeira | Grupo E | [ 10 ] |
| 2016 | Plumas & Paetês                                       | Coreógrafo (Vinny Ramos)              | Série D | [ 25 ] |
| 2017 | Explosão in Samba                                     | Comissão de Frente ( Vinny Ramos )    | Série D |        |
| 2018 | Explosão in Samba Samba na Intendente Estrela de Ouro | Comissão de Frente ( Vinny Ramos )    | Série C |        |